# Jonathan Mogbo
Jonathan Michael Mogbo, né le 29 octobre 2001 à West Palm Beach en Floride, est un joueur américain de basket-ball évoluant aux postes d'ailier fort et de pivot. Il mesure 1,99 m.

## Palmarès et distinctions individuelles

### Universitaire
- First-team All-WCC (2024)
- WCC Newcomer of the Year (2024)

## Statistiques

### Universitaires
| Saison    | Équipe         | Matchs | Titul. | Min./m | % Tir | % 3pts | % LF | Rbds/m. | Pass/m. | Int/m. | Ctr/m. | Pts/m. |
| --------- | -------------- | ------ | ------ | ------ | ----- | ------ | ---- | ------- | ------- | ------ | ------ | ------ |
| 2022-2023 | Missouri State | 30     | 28     | 24.4   | .589  | —      | .432 | 7.0     | 1.4     | 1.3    | 1.1    | 8.0    |
| 2023-2024 | San Francisco  | 34     | 34     | 28.9   | .636  | .000   | .692 | 10.1    | 3.6     | 1.6    | .8     | 14.2   |
| Carrière  | Carrière       | 64     | 62     | 26.8   | .619  | .000   | .578 | 8.7     | 2.6     | 1.4    | 1.0    | 11.3   |

## Records sur une rencontre en NBA
Les records personnels de Jonathan Mogbo en NBA sont les suivants, :
| Type de statistique        | Saison régulière | Saison régulière          | Saison régulière |
| Type de statistique        | Record           | Adversaire                | Date             |
| -------------------------- | ---------------- | ------------------------- | ---------------- |
| Points                     | 17               | 2 fois                    | 2 fois           |
| Paniers marqués            | 8                | @ Nets de Brooklyn        | 6 avril 2025     |
| Paniers tentés             | 11               | 2 fois                    | 2 fois           |
| Paniers à 3 points réussis | 2                | 3 fois                    | 3 fois           |
| Paniers à 3 points tentés  | 6                | @ Rockets de Houston      | 9 février 2025   |
| Lancers francs réussis     | 6                | 2 fois                    | 2 fois           |
| Lancers francs tentés      | 7                | 76ers de Philadelphie     | 25 octobre 2024  |
| Rebonds offensifs          | 6                | @ Nets de Brooklyn        | 26 mars 2025     |
| Rebonds défensifs          | 11               | @ Nets de Brooklyn        | 6 avril 2025     |
| Rebonds totaux             | 11               | 2 fois                    | 2 fois           |
| Passes décisives           | 7                | @ Nets de Brooklyn        | 6 avril 2025     |
| Interceptions              | 3                | Pacers de l'Indiana       | 3 décembre 2024  |
| Contres                    | 4                | @ Rockets de Houston      | 9 février 2025   |
| Balles perdues             | 6                | Trail Blazers de Portland | 3 avril 2025     |
| Minutes jouées             | 31               | @ Rockets de Houston      | 9 février 2025   |

- Double-double : 1
- Triple-double : 0

Dernière mise à jour : 5 avril 2025